# Andrew Steiner
Andrew Steiner (22. srpna 1908 Dunajská Streda – 2. dubna 2009 Atlanta), též Endré Steiner nebo André Steiner, byl československý a později americký architekt. Byl známý především svými stavbami v meziválečném Brně.

## Život
Narodil se v židovské rodině v Dunajské Stredě. V roce 1925 se přestěhoval do Brna, kde vystudoval architekturu na Německé vysoké škole technické. Poté pracoval v ateliéru Arnošta Wiesnera. Od roku 1934 pracoval samostatně. Na počátku druhé světové války se Steiner stal členem bratislavské Pracovní skupiny, ilegální organizace, která měla zabránit deportacím slovenských Židů do vyhlazovacích táborů. Zúčastnil se Slovenského národního povstání a po jeho potlačení se ukrýval v horách. V roce 1948 odešel z Československa. Nejprve žil na Kubě a od roku 1950 žil ve Spojených státech. Usadil se v Atlantě ve státě Georgii, kde se věnoval urbanismu a přednášel na univerzitě. Byl místopředsedou American Institute of Planners Urban Design Departement.

## Ocenění
- V roce 2004 obdržel čestný doktorát Masarykovy univerzity.
- V Brně se po Steinerovi jmenuje kavárna Café Steiner, která sídlí v domě, který vznikl podle jeho projektu.